# Museo Arqueológico de Úbeda
El Museo Arqueológico de Úbeda es un museo dedicado a la exposición y estudio de piezas de arqueología ubicado en la ciudad de Úbeda, en la provincia de Jaén, España. 
Nació como una sección del Museo de Jaén en 1972, creada para "reunir, conservar y exponer en él cuantas obras de interés artístico, arqueológico e histórico sirvan de elemento educativo y sean exponentes de la historia y la cultura de aquella localidad". Su fundador y primer director fue Rafael Vañó Silvestre, quien además cedió su colección particular. 

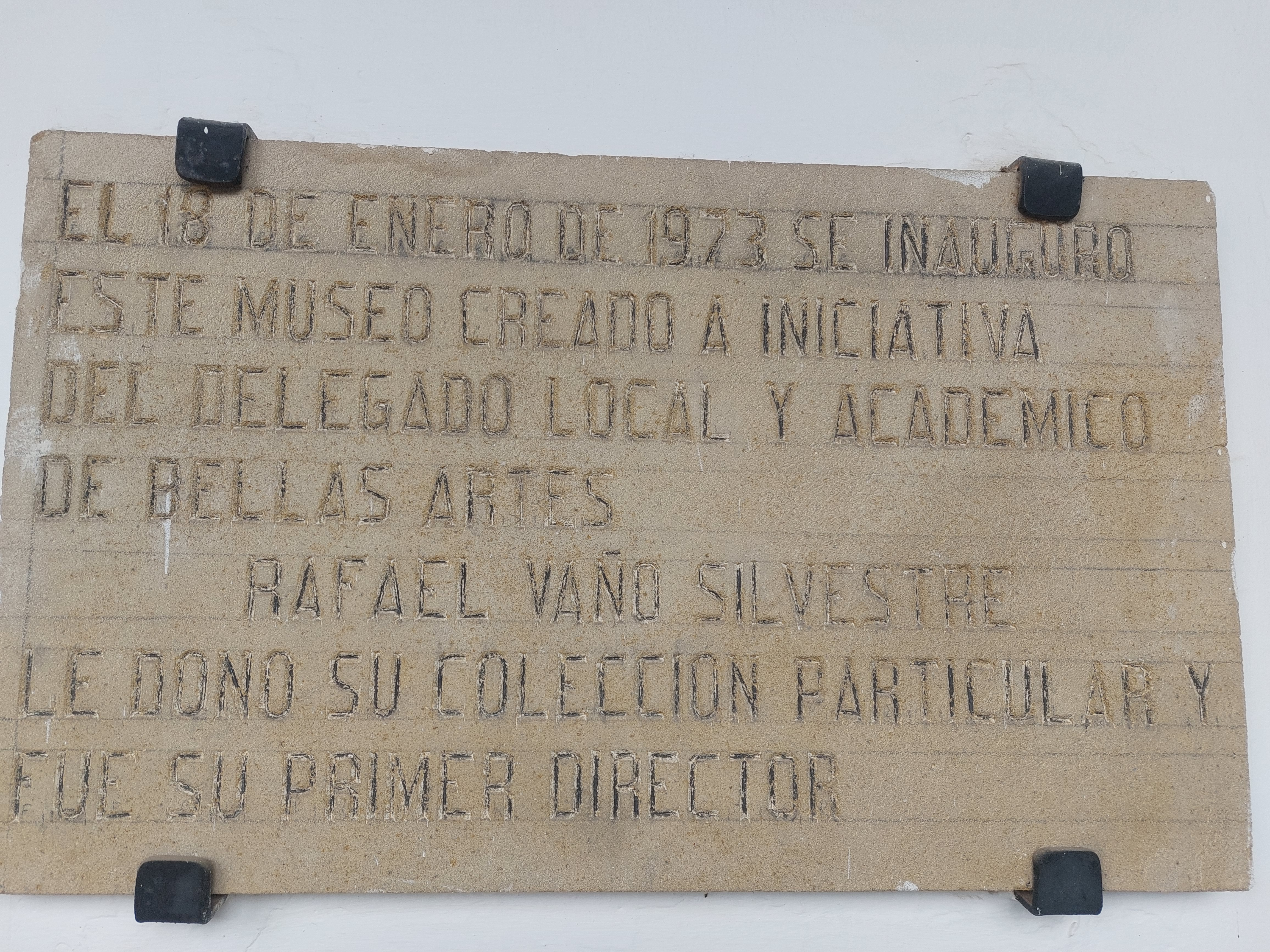
Placa informativa situada a la entrada del museo

Su sede se encuentra en una casa mudéjar descubierta durante unas obras en 1964 que se acondicionó para museo, siendo inaugurado 18 de enero de 1973. La casa, organizada en torno a un patio central, es ejemplo de arquitectura doméstica mudéjar, de entre los siglos XIV y XV.
La mayoría de las piezas provienen del depósito del Museo de Jaén que proceden de donaciones o de excavaciones realizadas en la provincia, destacando la de La Calera (La Carolina), con material prehistórico, Castellones de Ceal (Hinojares), con piezas de época íbera, Collado de los Jardines o Castellar de Santisteban, con exvotos ibéricos de bronce y terracota.